# Palazzo Pamphilj (Albano)
Palazzo Pamphilj (o del Collegio Nazareno) è un palazzo storico della città di Albano Laziale, in provincia di Roma, nell'area dei Castelli Romani.
Il palazzo fu costruito tra il 1708 ed il 1717 dal cardinale Benedetto Pamphilj in sostituzione di alcuni casini di campagna risalenti alla seconda metà del Seicento situati alla sommità del tridente di Albano, una nuova espansione urbanistica della città concepita alla metà del Seicento dal cardinale Fabrizio Savelli, abate commendatario della chiesa di San Paolo. Il palazzo divenne proprietà dei padri Scolopi del Collegio Nazareno di Roma nel 1764, e fu adibito a residenza estiva degli alunni del collegio fino al 1944, quando fu requisito per destinarlo a ricovero di 52 famiglie sfollate di guerra.
Attualmente è una proprietà privata, e versa nel degrado e nell'incuria più totale, nonostante sia stato addotto come esempio illuminante di fabbrica patrizia sui Colli Albani e di cantiere di ricostruzione settecentesco in un dettagliato studio di Marco Silvestri ed Enzo D'Ambrosio per l'accademia degli Incolti del 1988.

## Storia

### Il "tridente" e la prima urbanizzazione seicentesca

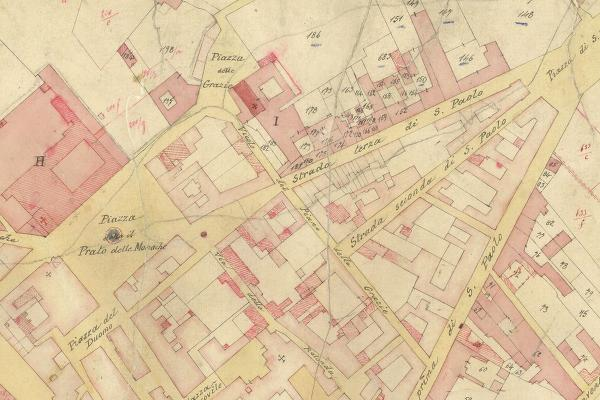
Il "tridente" di Albano nel catasto Gregoriano (1835).

La realizzazione del tridente di Albano come un insieme di tre strade rettilinee convergenti in un unico punto fu promossa dal cardinale Paolo Savelli, abate commendatario dell'abbazia di San Paolo, sfruttando le terre di proprietà dell'abbazia. Già dal 1282 il cardinale Giacomo Savelli, dal 1285 papa Onorio IV, aveva realizzato il complesso abbaziale di San Paolo, dotandolo di ingenti proprietà nel territorio albanense ed attorno al Lago Albano (come il pittoresco romitorio di Sant'Angelo in Lacu). Il tridente di strade si articolò come un'espansione urbanistica della città, finora ristretta orizzontalmente lungo il tracciato della decaduta via Appia Antica, che si innestava sull'attuale corso Alcide de Gasperi (il "corso di sopra" degli albanensi) e si sviluppava con tre strade che collegavano i punti strategici della città all'abbazia di San Paolo: l'attuale via Leonardo Murialdo (la "strada terza" del catasto Gregoriano) con la basilica cattedrale di San Pancrazio, l'attuale via San Gaspare del Bufalo (la "strada seconda" del catasto Gregoriano) con il santuario di Santa Maria della Rotonda e l'attuale via Aurelio Saffi (la "strada prima" del catasto Gregoriano) con la via Appia e, sbagliando di poco il tiro, con Palazzo Savelli. Il primo edificio costruito nella nuova espansione (il "Borgo Nuovo", oggi borgo San Paolo) fu un casino di campagna edificato dal cardinale Vincenzo Maculani, un ingegnere militare domenicano al servizio pontificio, tra il 1657 ed il 1662. Il canone d'affitto annuo che doveva versare all'abbazia di San Paolo, proprietaria del terreno, ammontava a due libbre di cera (circa 600 grammi). Accanto a questo palazzo, costruito ad angolo tra la piazza e le attuali via Murialdo e via San Gaspare del Bufalo, sul lato verso valle sorse il casino di campagna dei marchesi Bottini.
In seguito, il "tridente" venne occupato da nuovi palazzi nobiliari: palazzo Rospigliosi, costruito nel 1667 dirimpetto al casino Maculani (oggi ospita l'istituto paritario "Leonardo Murialdo" ed il collegio dei padri Giuseppini) ed il casino Nuñex su piazza San Paolo, il palazzo del cardinale Bernardino Giraud (1721-1782) ed il neoclassicheggiante palazzo Croci sull'attuale via Aurelio Saffi.

### Il Settecento: i Pamphilj

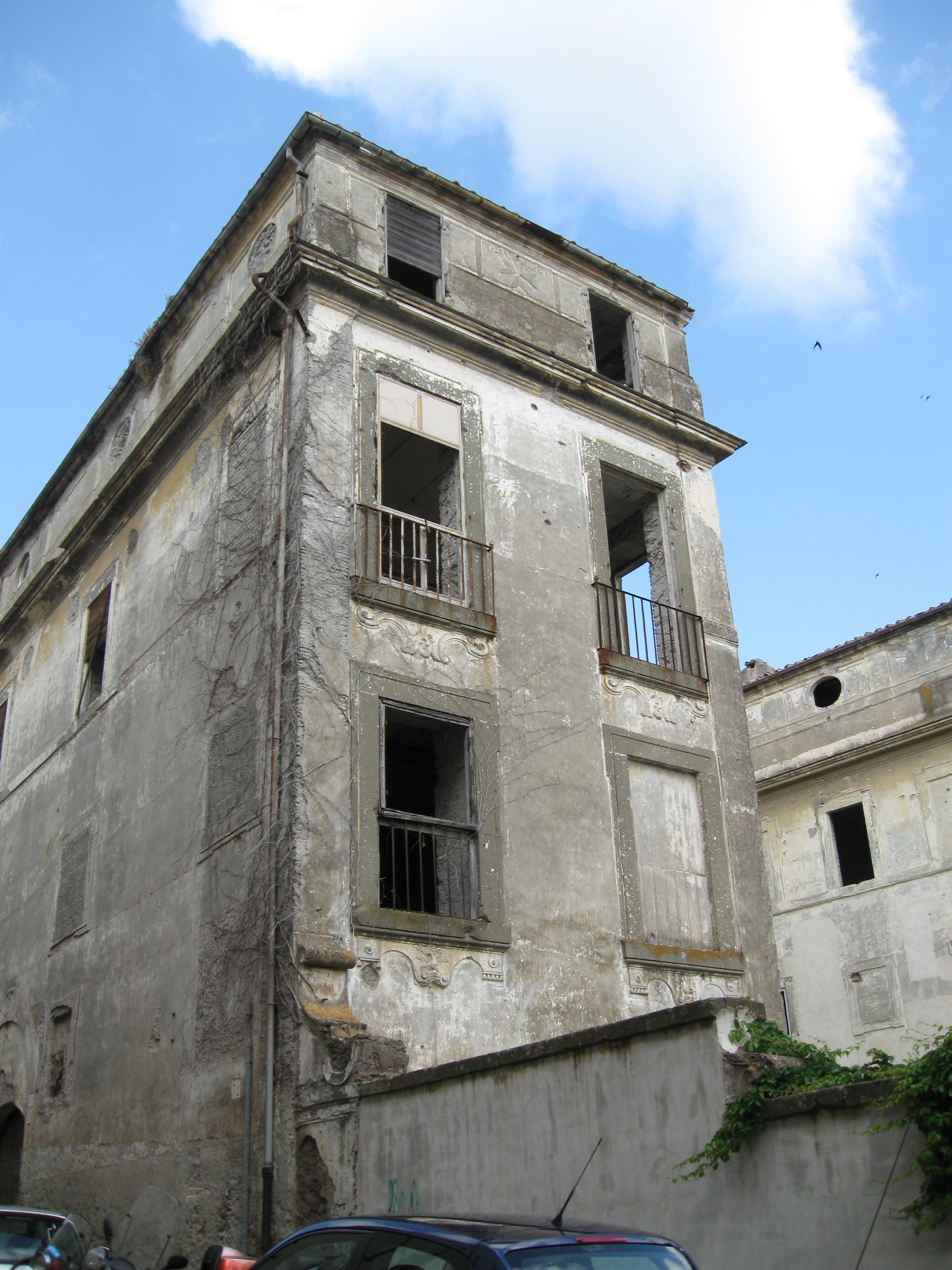
L'ala del palazzo che affaccia su via Leonardo Murialdo (giugno 2009).

Il 6 dicembre 1707 il cardinale Benedetto Pamphilj, mecenate, librettista e bibliotecario della Biblioteca Apostolica Vaticana, inviò ad Albano l'architetto Filippo Leti per effettuare una stima del valore del casino Maculani ed anche dell'adiacente casino Bottini, essendo intenzionato ad acquistarli per edificarvi un nuovo palazzo.
Il casino Maculani, edificio a due piani con cortile, cappella, stalla e tinello, risultava in pessimo stato, incompiuto e fin troppo rustico, con le nuche pontaie ancora a vista.
L'adiacente casino Bottini invece, seppur molto più piccolo, era più rifinito, e contava sempre due piani con cortile, tinello, stalla e cappella.
L'estimo finale fu di 3000 scudi pontifici per il casino Maculani e di 1500 per il casino Bottini: l'acquisto delle due proprietà venne siglato a Roma, presso il palazzo Doria Pamphilj, il 30 e 31 gennaio 1708. In seguito, il cardinale Pamphilj acquistò anche una proprietà indivisa dell'estensione di 113 metri quadrati appartenente a tale Maddalena Ubaldi vedova Giannini, sita lungo l'attuale via Murialdo, confinante con le sue nuove proprietà: l'acquisto venne concluso il 26 marzo 1708.
La fabbrica del palazzo fu incominciata dall'architetto Simone Costanzi, il quale tuttavia morì in corso d'opera nel 1709, perciò la fabbrica venne seguita da Filippo Leti con la supervisione del capomastro De Rossi.
Un'altra partecipazione nella progettazione e nell'abbellimento del palazzo fu quella dell'architetto e pittore Domenico Paradisi, che tra il 1709 ed il 1712 lavorò alla decorazione degli interni di rappresentanza del palazzo: oltre a lui, la decorazione pittorica fu realizzata dal pittore Macci, direttore dei lavori, e dal pittore Severino Lucentin, che si occupò dell'arredo della fuga di stanze al piano nobile.
Se nel 1712 era probabilmente completato il fronte del palazzo su piazza San Paolo, tra il luglio ed il settembre 1717 la fabbrica si ampliò con l'acquisto da parte del cardinale Pamphilj della casa dei fratelli Domenico e Matteo Giannini, adiacente alla sua proprietà e con affaccio sull'attuale via San Gaspare del Bufalo: in questo spazio venne realizzato il cortile "della cavallerizza".

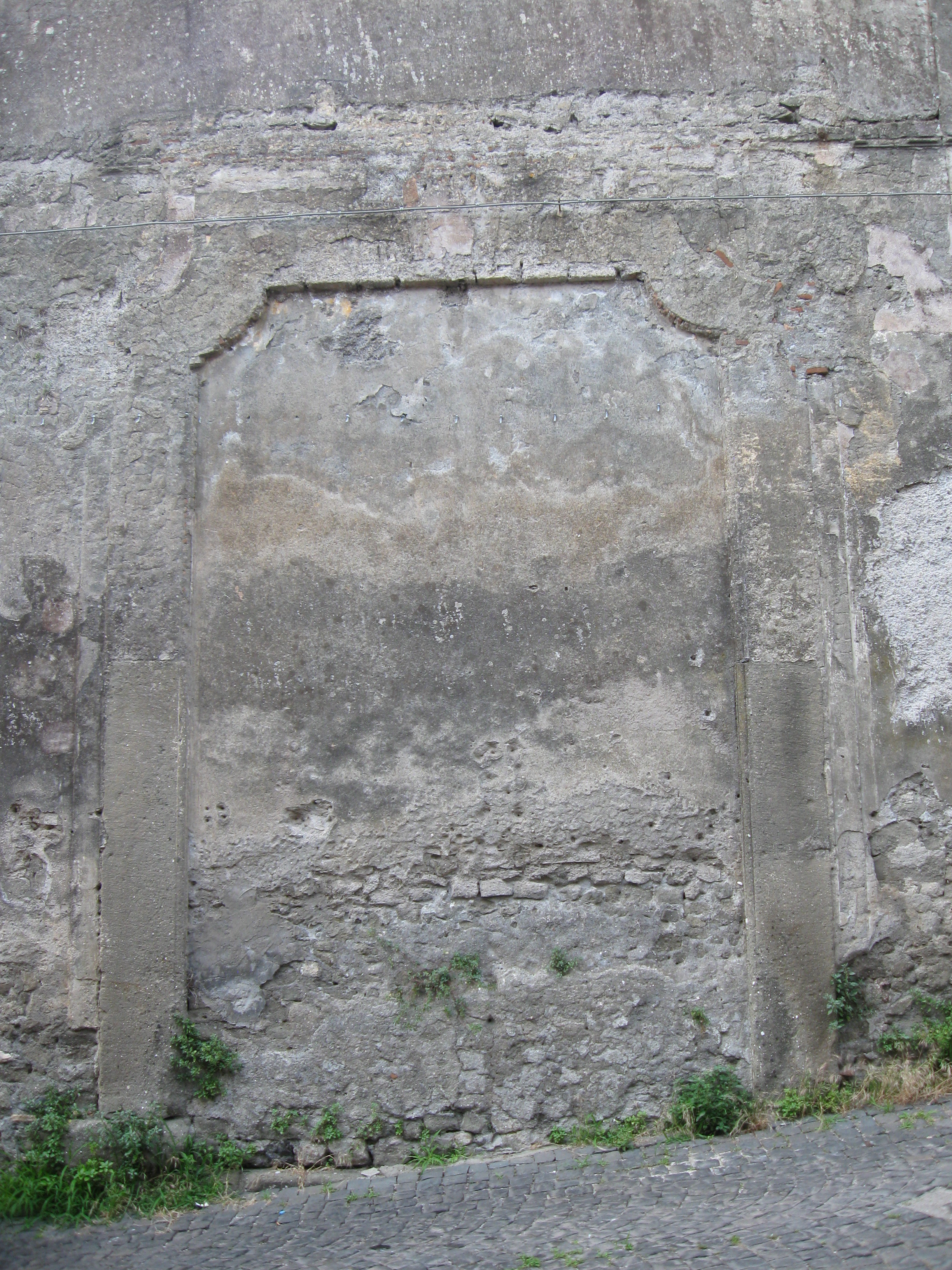
Il portone su via San Gaspare del Bufalo (giugno 2009), "accecato" durante gli interventi del 1796-1806.

Il materiale per la fabbrica era di facile reperimento: il legno veniva direttamente dai boschi albanensi sulle pendici del Lago Albano, la calce dal feudo di famiglia di Valmontone ed i mattoni da Roma, attraverso i padri oratoriani della Chiesa Nuova.
Il 1º giugno 1710 il palazzo fu visitato da papa Clemente XI, amico del cardinale Benedetto Pamphilj: man mano che l'edificio veniva completato, veniva utilizzato come luogo di feste e salotti culturali dal cardinale letterato.
Il cardinale Pamphilj morì a Roma il 22 marzo 1730, lasciando il palazzo al nipote Camillo Filippo Pamphilj, il quale a sua volta morì nel 1747, lasciando tutti i suoi beni a Girolamo Pamphilj, che morì nel 1760: perciò il palazzo spetterà a suo nipote, il cardinale Girolamo Colonna di Sciarra. Alla morte anche di questi, nel 1763, la proprietà del palazzo passò al cardinale Marcantonio Colonna ed al principe Lorenzo Onofrio II Colonna con i suoi nipoti: tuttavia il principe genovese Andrea Doria Landi, riconosciuto da papa Clemente XIII come legittimo erede dei Pamphilj (così incominciarono i Doria Landi Pamphili), accampò pretese sul palazzo. Alla fine il principe Doria Landi Pamphilj si accordò con gli eredi Colonna lasciando a questi la proprietà del palazzo albanense, che in conclusione fu venduto nel 1764 ai padri Scolopi del Collegio Nazareno di Roma per 7000 scudi pontifici.

### Dalla fine del Settecento alla seconda guerra mondiale: gli Scolopi

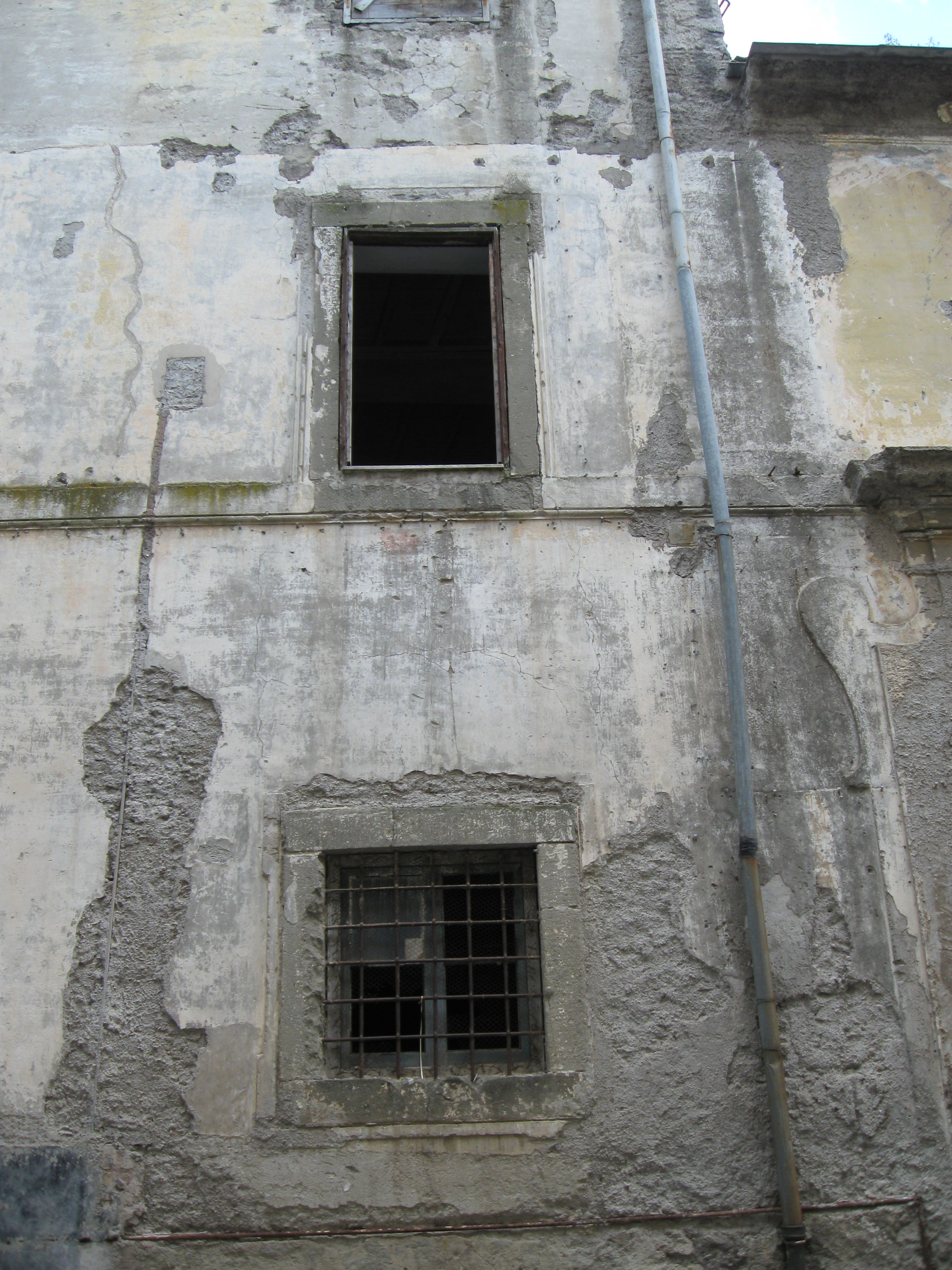
Le finestre del piano terra e del primo piano su via San Gaspare del Bufalo (giugno 2009).

Fin dal 1758 gli alunni del Collegio Nazareno, lo storico collegio romano fondato nel 1630 e retto dai padri Scolopi, che non potevano tornare a casa durante le vacanze, soggiornavano presso il palazzo di Albano. Il rettore del collegio padre Bandini pensò bene di acquistare il palazzo e l'adiacente casino Nuñez anziché pagare ai Colonna l'affitto di 200 scudi pontifici. La somma stimata per l'acquisto ammontò a 7000 scudi (incluso l'arredo), in considerazione del pessimo stato dell'edificio: il pagamento avvenne a rate da 1000 scudi distribuite in cinque anni durante i quali i Colonna si riservavano il diritto di proprietà, dopo un primo acconto di 2000 scudi.
Nel 1777 gli Scolopi chiamarono l'architetto Giuseppe Tarquini per realizzare una sopraelevazione dell'edificio per ricavare più camerate e servizi igienici, altrimenti insufficienti per il fabbisogno degli alunni: tuttavia nel 1781 lo stesso Tarquini in una stima del palazzo lo valutò 12.000 scudi (incluso il mobilio), anche se le murature e le fondamenta risultavano essere molto esili.
Le soluzioni proposte dal Tarquini nel risolvere l'inquietante esilità delle murature (circa 60 centimetri per oltre 16 metri di altezza) sono state ottime e valide per i trecento anni a seguire.
Nuovi cambiamenti furono apportati tra il 1796 ed il 1806 dall'architetto Girolamo Masi, con la realizzazione di nuovi servizi igienici nel cortile del palazzo, la chiusura del portone su via San Gaspare del Bufalo ed il rifacimento dei solai fatiscenti.
Dopo la proclamazione della Repubblica Romana (1798-1799) a Roma il 15 febbraio 1798, Albano si costituì "repubblica sorella" il 18 febbraio, istituendo un governo repubblicano municipale. Tuttavia, la popolazione albanense non tardò a ribellarsi al nuovo regime, ed il 25 febbraio parteciparono alla rivolta contro i francesi scoppiata a Trastevere: ma l'esercito francese comandato da Gioacchino Murat non tardò a reprimere ogni fermento reazionario occupando e saccheggiando Albano il 29 febbraio 1798. Nel saccheggio francese fu anche danneggiato palazzo Pamphilj, occupato dai soldati, perciò nel 1799 gli Scolopi dovettero effettuare le necessarie riparazioni.
Tra il gennaio 1814 ed il dicembre 1815 al palazzo lavorò Giuseppe Valadier, che si occupò di ripristinare le cornici di numerose finestre cieche: suoi interventi alla struttura si possono riscontrare fino al 1830. Nuove piccole manutenzioni furono apportate nel 1879 dall'architetto Palmucci.
Il rettore del Collegio Nazareno padre Cianfroca nel settembre 1900 fece effettuare un inventario degli oggetti conservati nel palazzo, seguito da una ricognizione fotografica nel 1932, oggi materiali di studio utilissimi per ricostruire la trascorsa grandezza del palazzo. Questo durante la prima guerra mondiale venne concesso in uso all'esercito italiano.

### Dalla seconda guerra mondiale ad oggi: la decadenza

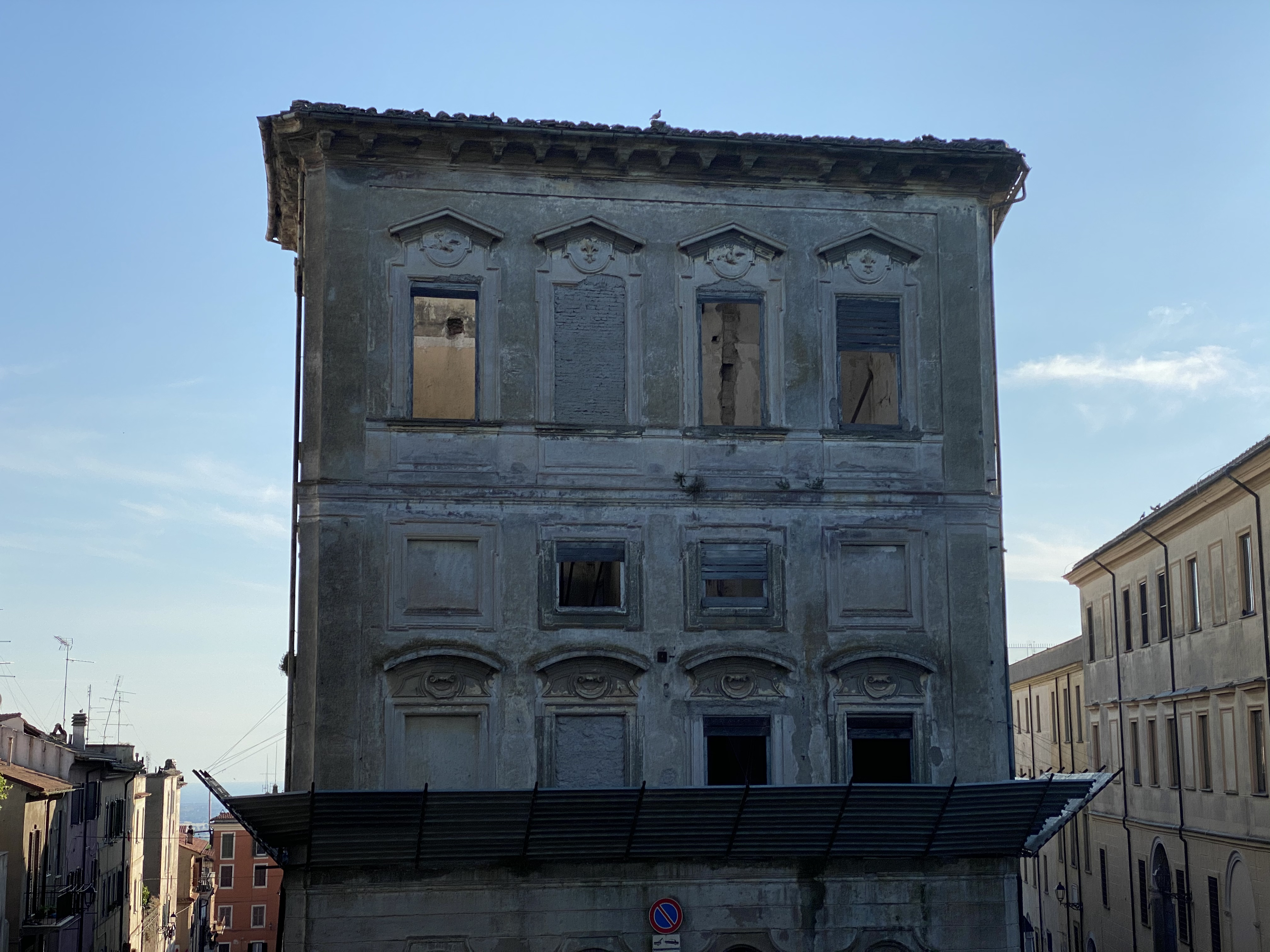
La facciata del palazzo su piazza San Paolo, libera da alcuni ponteggi (giugno 2020).

Durante la seconda guerra mondiale Albano Laziale fu colpita dai bombardamenti aerei anglo-americani per la prima volta il 1º febbraio 1944, assieme ad Ariccia: un nuovo, drammatico bombardamento colpì tanti sfollati di guerra albanensi a Castel Gandolfo, all'interno della Villa Pontificia in zona extra-territoriale, il 10 febbraio.
Dopo lo sfondamento della linea Hitler, estremo baluardo difensivo creato dai tedeschi tra Lanuvio, Velletri e Valmontone, sul monte Artemisio nella notte tra 3 e 4 giugno 1944, tutti i Castelli Romani furono rapidamente occupati dagli anglo-americani. L'amministrazione comunale "pro tempore" di Albano credette opportuno requisire il palazzo per alloggiarvi 52 famiglie di sfollati senzatetto, per un periodo temporaneo di cinque mesi: il genio civile di conseguenza effettuò "grandi lavori di adeguamento", sconvolgendo l'assetto del palazzo per ricavare appartamenti e servizi nei locali settecenteschi. Allo scadere dei cinque mesi, in mancanza di altre soluzioni, gli Scolopi accordarono il permesso agli sfollati di restare nel palazzo dietro pagamento di un canone d'affitto: la struttura subì numerose manomissioni, tanto che si è parlato di vera e propria "violenza" subita dall'edificio.
Allo stato attuale il palazzo si presenta come un "rudere di sé stesso", specie dopo l'abbandono da parte delle famiglie degli sfollati che ha consegnato l'edificio all'incuria più totale. A seguito dell'adozione di diverse ordinanze sindacali per garantire la messa in sicurezza dell'edificio da parte della proprietà privata, per diversi anni la facciata del palazzo verso piazza San Paolo è stata "fasciata" con un ponteggio, per evitare il crollo dell'edificio, e tuttora (2020) sono presenti dei ponteggi per impedire la caduta di calcinacci sui passanti.
Il 23 maggio 2014 le condizioni in cui versa il palazzo sono state oggetto di una diretta della rubrica "Buongiorno Regione" del TG3 Regione.
Nell'ottobre 2015 il sindaco di Albano, Nicola Marini, ha emesso una nuova ordinanza sindacale, intimando "di far eseguire, immediatamente e comunque entro dieci giorni dalla data di notifica della presente ordinanza, le adeguate e necessarie opere provvisionali (chiusura dei varchi d’ingresso al fabbricato con idonea barriera in muratura) nonché tutti i lavori di assicurazione, consolidamento e ripristino strettamente necessari alla eliminazione del pericolo per la pubblica e privata incolumità".
Il 10 marzo 2017 il destino del palazzo è stato oggetto di un convegno organizzato dal Comitato di quartiere Albano Centro presso la Saletta Vespignani adiacente al Museo Civico, con l'intervento di diverse personalità della politica e della cultura.
Dal 2016, il palazzo è inserito tra i beni da salvare segnalati al Fondo Ambiente Italiano come "Luoghi del Cuore".

## Descrizione
Il palazzo si è sviluppato gradualmente per espansioni, a partire dalla "testa" su piazza San Paolo (Filippo Leti, 1708-1711) per arrivare agli stalloni sul cortile "della cavallerizza" (Carlo Stefano Fontana, 1717), passando per la scala a chiocciola (Simone Costanzi 1708-1709, Filippo Leti 1709-1711) e per le ali "verso mare" (Carlo Stefano Fontana, 1717), incombenti rispettivamente su via San Gaspare del Bufalo e su via Leonardo Murialdo.
L'assetto dato all'edificio dagli interventi commissionati dal cardinale Benedetto Pamphilj e dai suoi eredi fino al 1764 è quello di un palazzo principesco di villeggiatura, caratteristico della Roma del Settecento. La disposizione delle stanze e del mobilio in funzione di questo uso è testimoniata dagli inventari del 1708 (anteriore ai lavori di ampliamento, riferito dunque ai casini Maculani e Bottini), del 1725, del 1747 e del 1761. Con l'acquisto da parte dei padri Scolopi del Collegio Nazareno nel 1764 cambia la destinazione del palazzo, convertito ad uso didattico, e cambia anche la disposizione dei locali, anche se il loro arredo rimane in gran parte quello settecentesco del cardinale Pamphilj: vengono realizzate camerate per gli alunni e stanze per i religiosi, come testimoniano gli inventari del 1779 e l'ultimo inventario, del 1900.

## La fabbrica

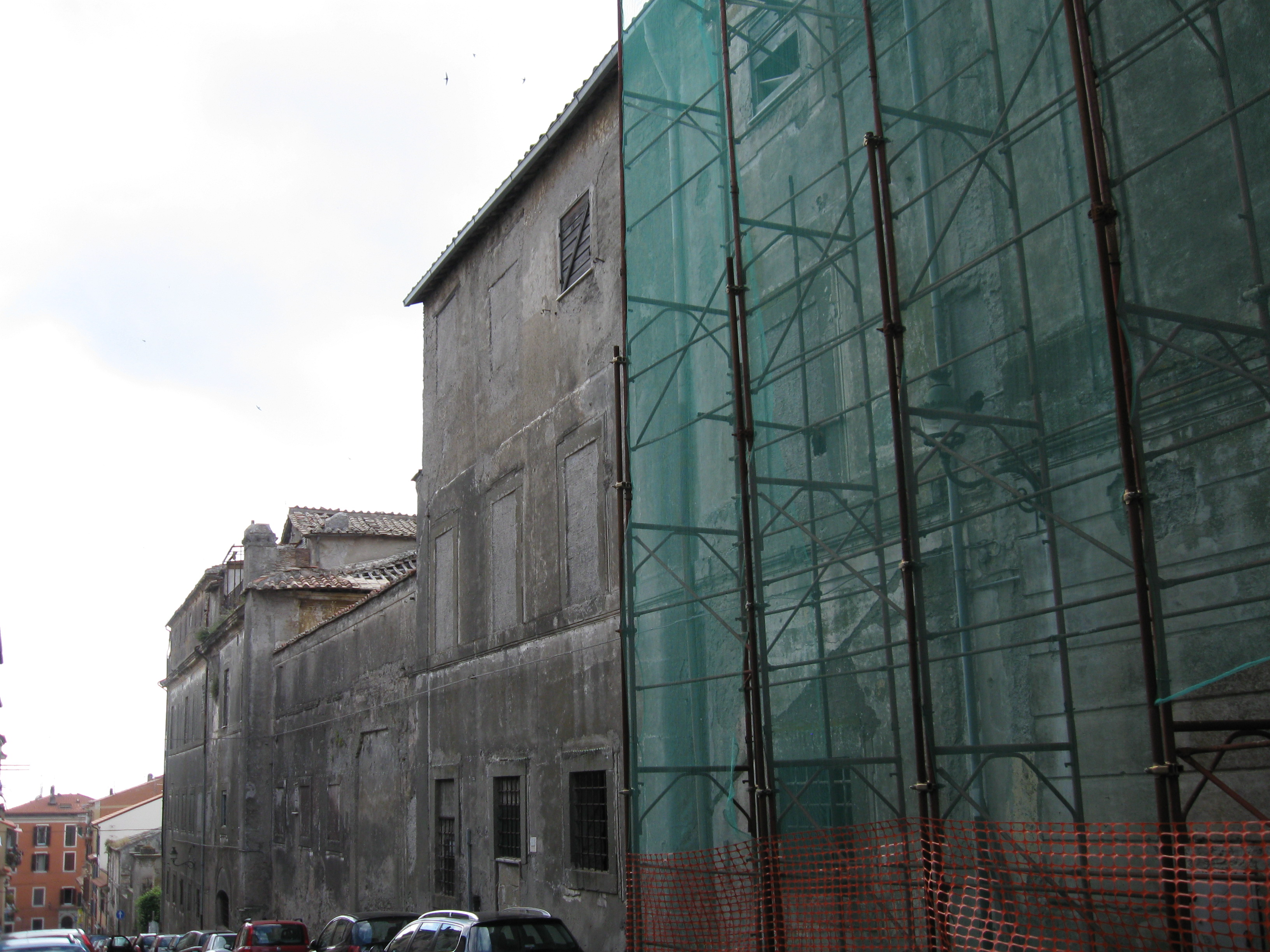
Il fronte del palazzo su via San Gaspare del Bufalo (giugno 2009).

Nel ponderoso studio di Marco Silvestri ed Enzo D'Ambrosio ("Palazzo Pamphilj in Albano Laziale", Roma 1988), il cantiere di ricostruzione ed accrescimento del palazzo viene addotto a significativo esempio di un modo di costruire che oggi non c'è più. I due studiosi, leggendo i dettagliatissimi "diari di fabbrica" dal 1777 al 1900 conservati presso l'archivio del Collegio Nazareno a Roma hanno portato alla luce tutto il "chiassoso panorama di uomini intenti nell'operare ad arte, secondo tecniche antiche", dove "aleggiava un profondo senso di umanità a noi ormai inconsueto".
A capo del cantiere c'era l'architetto, che poteva prestare servizio dietro regolare stipendio oppure, come nel caso dell'architetto Tarquini che diresse i lavori del 1777, essere stipendiato regolarmente dal committente per altre funzioni (il Tarquini era insegnante presso il Collegio Nazareno). A questi spettava il compito di curare l'approvvigionamento dei materiali per la fabbrica e supervisionare occasionalmente i lavori: colui che era sempre presente sul cantiere era il capomastro, che sceglieva i muratori e gli artigiani da impiegare nell'opera, destinati ai ruoli più disparati: dall'essere spediti "con un somaro a Palestrina a cercare calce" a "[carreggiare] acqua per smorzare la calce" a "[trasportare] a Roma tre barattoli di vernice, olio cotto, gesso, vino per il P. Rettore".

### Il rifacimento dei tetti e dei solai

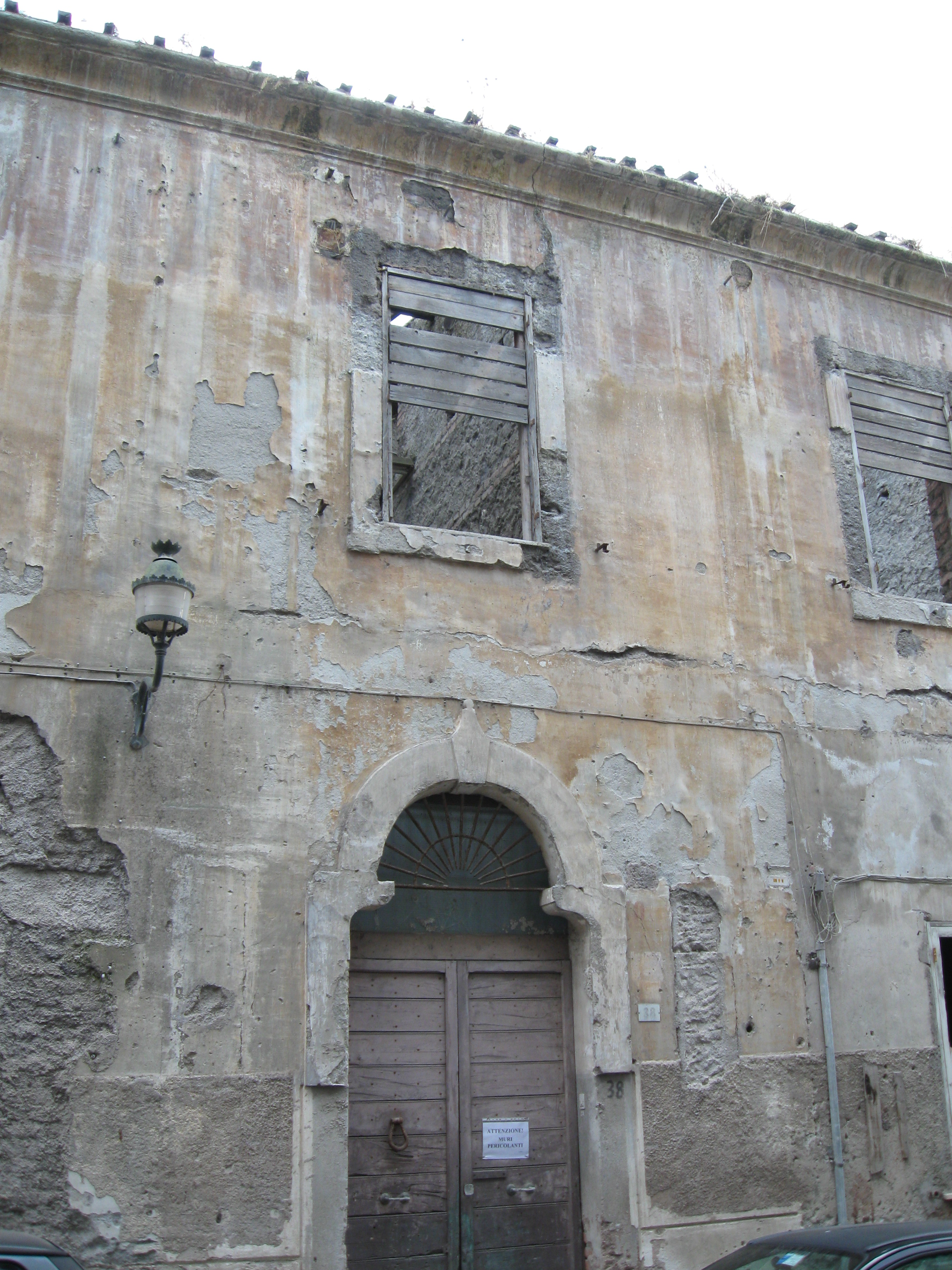
Lo "stallone" su via Leonardo Murialdo (giugno 2009).

Una delle operazioni più delicate e durature compiute sul cantiere fu il rifacimento dei tetti e dei solai dopo la sopraelevazione dell'edificio nel 1777. Il legname delle coperture demolite venne ripiallato ed utilizzato come "corda" (trave orizzontale) nei nuovi tetti: i "paradossi" (travi obliqui che gravavano sulle corde) furono invece confezionati appositamente. L'approvvigionamento di legname, provveduto di volta in volta secondo il bisogno per evitare incendi alla fabbrica, veniva soddisfatto nei boschi dei Colli Albani, dove si trovava abbondanza di castagno, pioppo ed olmo: il legname di grande taglio proveniva dalla Fajola, tra Genzano di Roma, Velletri e Nemi, mentre il legname di piccolo taglio proveniva da Molara, ai piedi del Tuscolo.
I tetti del palazzo, sia nella parte nuova che nella parte vecchia, erano controllati ogni quindici o venti anni dai tecnici fino agli anni quaranta del Novecento, controlli che ne garantivano la funzionalità e la stabilità. Il trasporto del legname in alto (l'altezza massima delle mura del palazzo è 16 metri) era assicurato attraverso i "falconi", una specie di argano, antenato delle moderne gru: si ricorreva inoltre ad altri "ordegni" come le "bilance" (ponteggi sospesi) e le "candele" (legni posti verticalmente attorno ai quali era costruito un ponteggio).

### Gli intonaci
L'aspetto dato al palazzo dai suoi costruttori voleva essere nobile utilizzando materiali "poveri" come il peperino e l'intonaco in luogo dei marmi e del travertino. Di conseguenza, il colore delle facciate del palazzo deciso nel Settecento fu il colore avorio, l'"avoglio" ("una mano di bianco e due di avoglio", recitano i conti dell'imbianchino Giuseppe Muzzi nel 1796-1806), alternato dal "color di aria", il celestino, che formavano così una "garbata bicromia" lontana dalle coloriture moderne, tendenti per l'usura al grigio o al verde muschio. Gli interni invece erano dipinti in "perzichino", una sorta di rosso tendente al rosa, rinfrescato nel 1814 durante i lavori condotti da Giuseppe Valadier: le finestre cieche in quegli stessi lavori furono tinteggiate simulando un "vetro stuccato".

### I materiali lapidei
Il principale materiale lapideo utilizzato nel palazzo è il peperino, pietra vulcanica locale estratta soprattutto nelle cave di Marino. La parte inferiore del palazzo e gli angoli, come le parti più esposte ad usura, sono state realizzate in peperino intonacato di "avoglio". Anche le cornici delle occhiature ovali al piano terra e delle finestre del primo e del secondo piano sono nella medesima pietra, mentre l'ornato è ottenuto con mattoni rivestiti di stucco.
Il pavimento della loggia coperta chiusa nel 1777 era pavimentato in blocchi di peperino: all'atto dello smantellamento della pavimentazione, le lastre di peperino furono reimpiegate come soglia delle porte e delle finestre delle camerate e delle stanze. Anche le scale del mezzanino sono fatte della stessa pietra.

## Galleria d'immagini

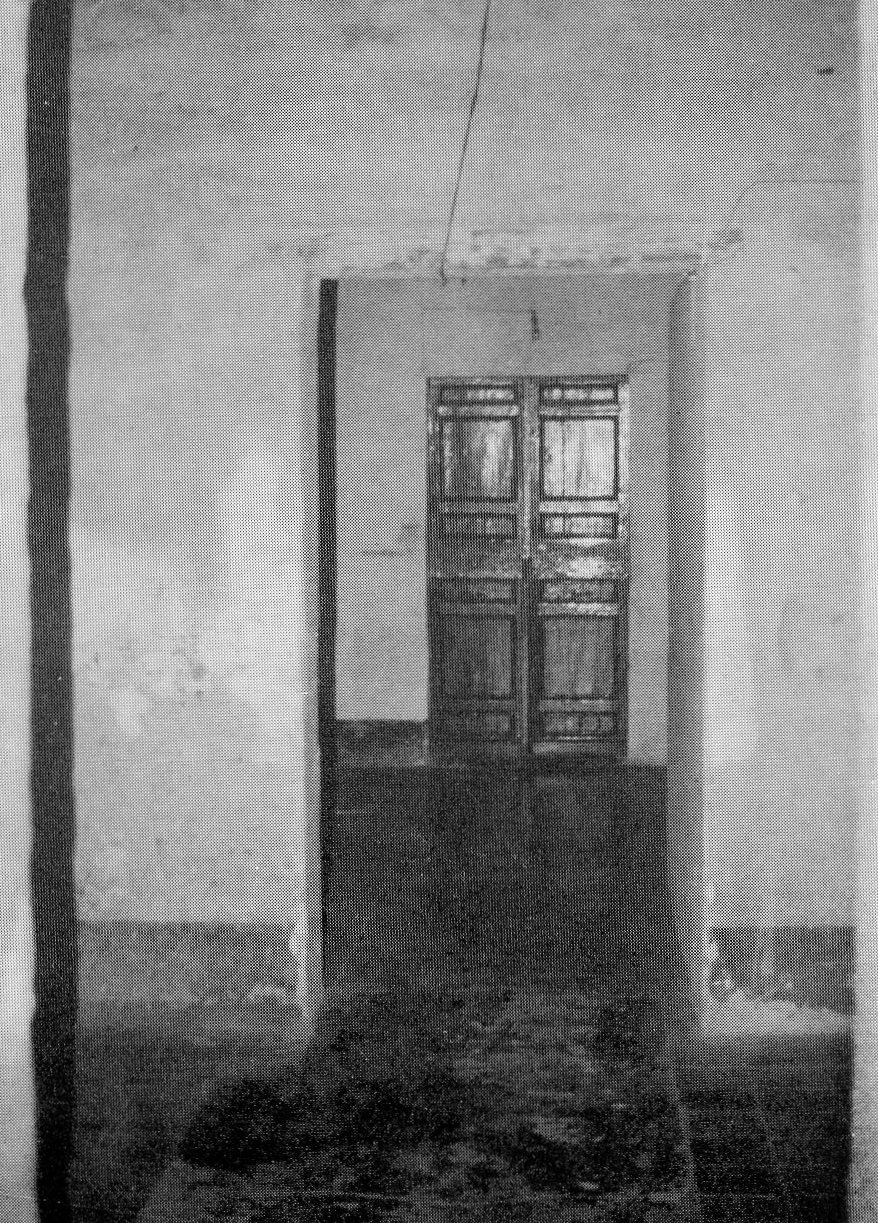
Gli stessi interni al piano nobile del palazzo nel 1988.
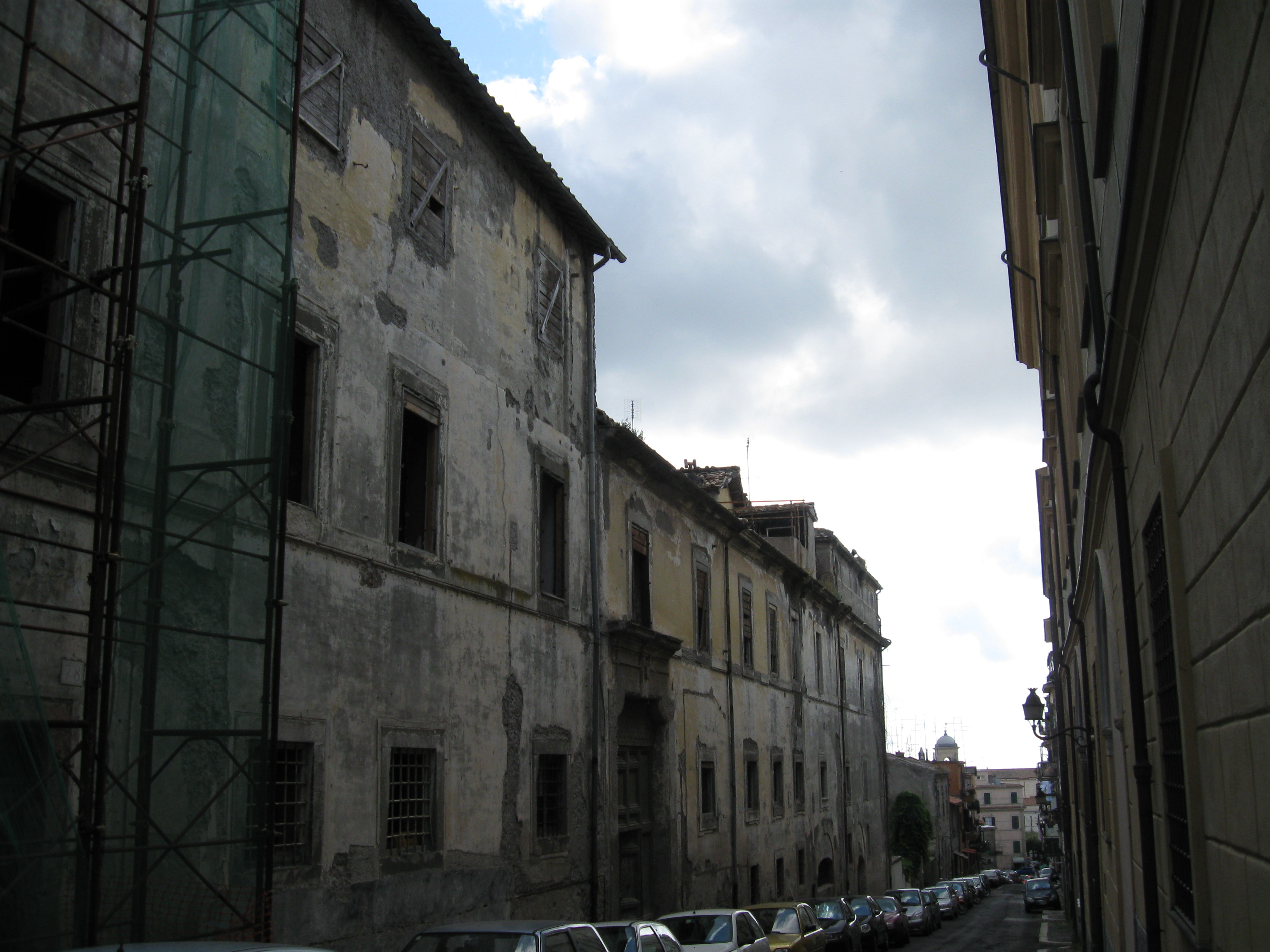
Il fronte del palazzo su via Leonardo Murialdo (giugno 2009).
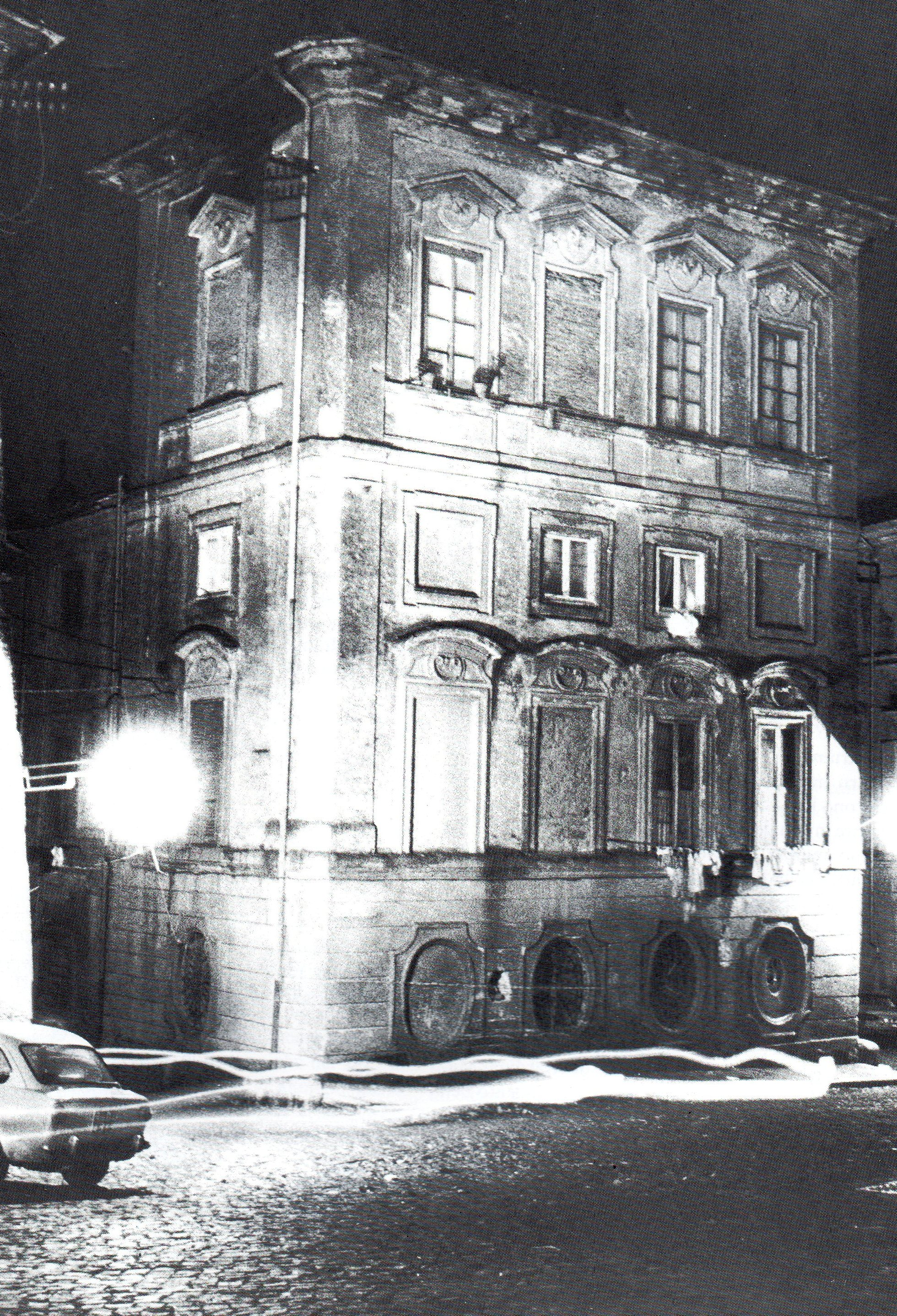
La facciata del palazzo su piazza San Paolo nel 1982.
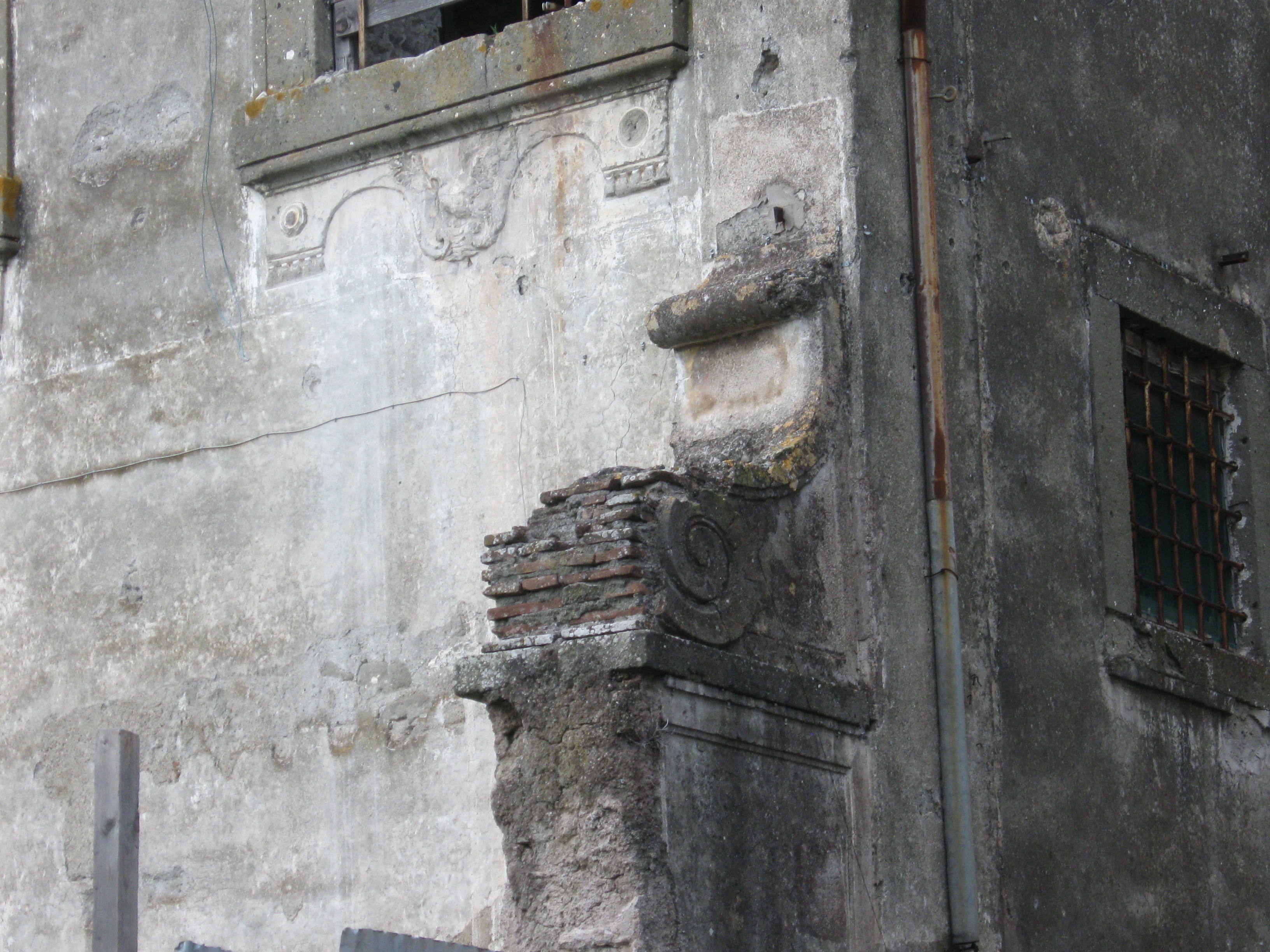
Mattoni in evidenza su una voluta del muro di cinta su via San Gaspare del Bufalo (giugno 2009).
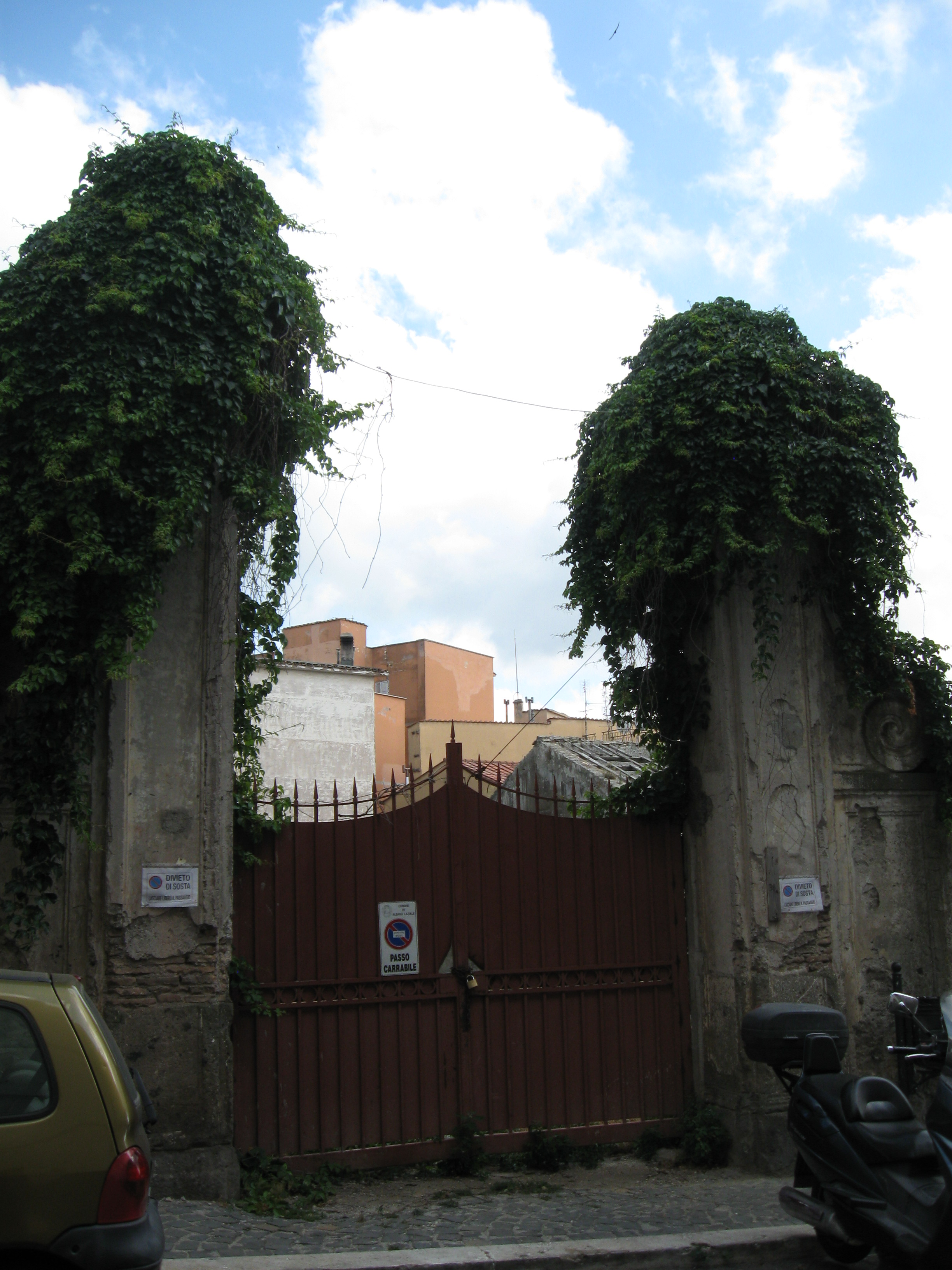
Il cancello del cortile "della cavallerizza" su via Leonardo Murialdo (giugno 2009).
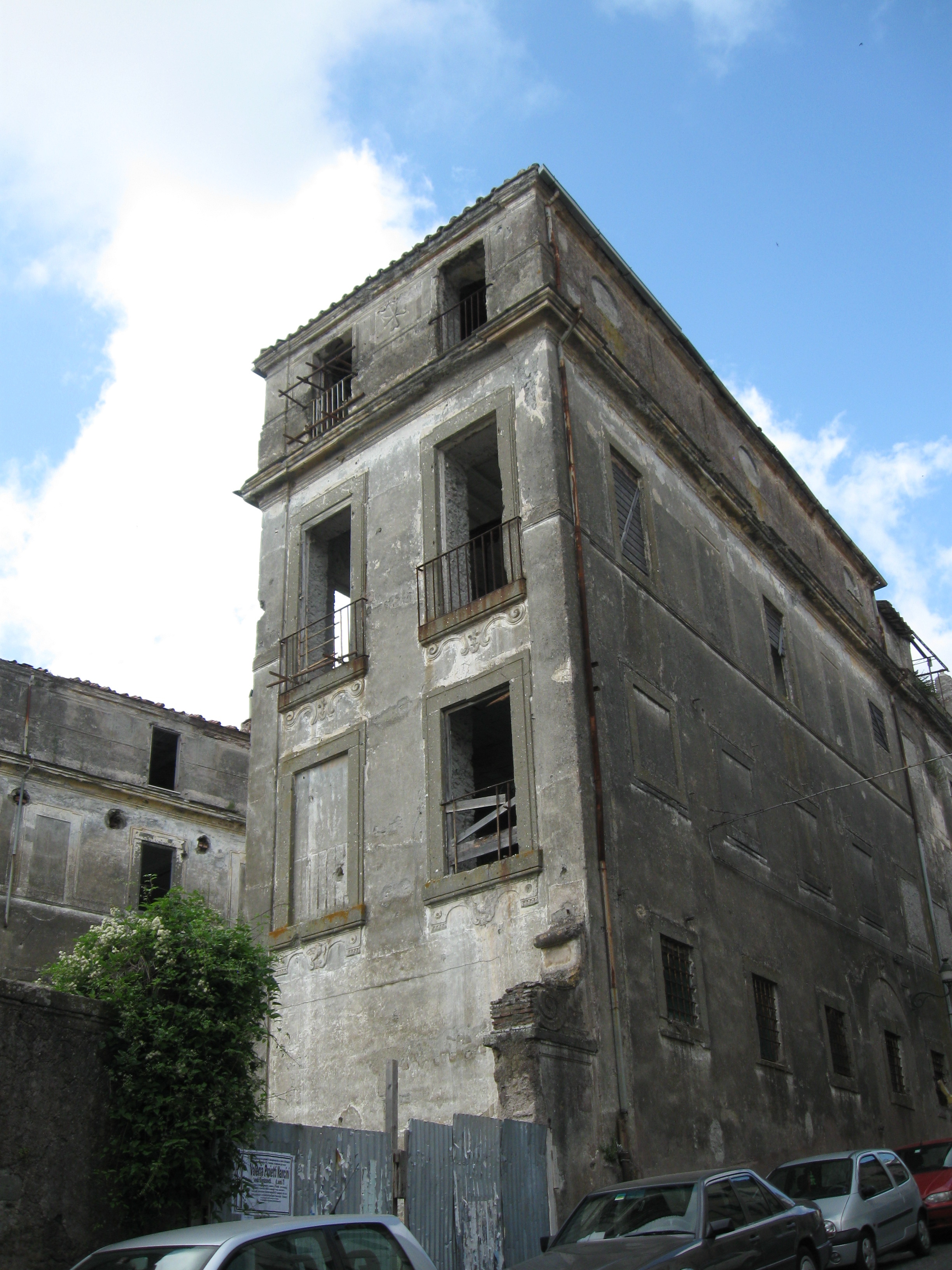
Il lato del palazzo incombente su via San Gaspare del Bufalo (giugno 2009).